# Vuelta de Moisés a Egipto y circuncisión de Eliezer
Vuelta de Moisés a Egipto y circuncisión de Eliezer (en italiano y originalmente: Viaggio di Mosè in Egitto) es un fresco de Pietro Perugino y sus asistentes, una obra de tema bíblico, datada alrededor de 1482, que forma parte de la decoración de la Capilla Sixtina del Palacio Apostólico, en la Ciudad del Vaticano.

## Historia
En 1480, Perugino pintó al fresco una capilla para el papa Sixto IV en la antigua basílica vaticana, tuvo tanto éxito que inmediatamente se le encargó decorar la nueva capilla papal, más tarde llamada la Capilla Sixtina en honor al Papa. 
En esta tarea fue asistido por un equipo de pintores florentinos, enviados especialmente por Lorenzo de Médici.
Perugino, junto con los numerosos ayudantes (entre ellos el joven Pinturicchio) que la realización de tal obra requería, pintó por lo menos seis escenas, tres de las cuales subsisten hoy  día.
La participación de Pinturicchio se limita tradicionalmente a la ejecución de un grupo de protagonistas, pero otros estudios han reducido sustancialmente su intervención, especialmente al comparar la solidez de la estructura volumétrica de esas figuras con el ciclo de Madonnas realizado en su juventud, pero también con sus sucesivos frescos. Estas figuras deben atribuirse probablemente a Andrea de Assisi (« La Ingegno »), a Rocco Zoppo y quizá con más reservas a Giovanni di Pietro y a Bartolomeo della Gatta, otros colaboradores de Perugino mencionados por Giorgio Vasari.

## Tema
El tema de la obra es el de la iconografía cristiana del Antiguo Testamento que comienza con  El Viaje de Moisés a Egipto, donde la despedida de su suegro Jetró la circuncisión de su segundo hijo Eliezer se representan en un solo panel.
Existe un claro paralelismo entre las ceremonias de la circuncisión y el bautismo en los mundos hebreo y cristiano respectivamente, lo que implica también una dimensión espiritual más profunda en este último, ya que el bautismo, según lo escrito por san Augustín y otros Padres de la Iglesia, era una especie de «circuncisión espiritual» para los niños.

## Descripción

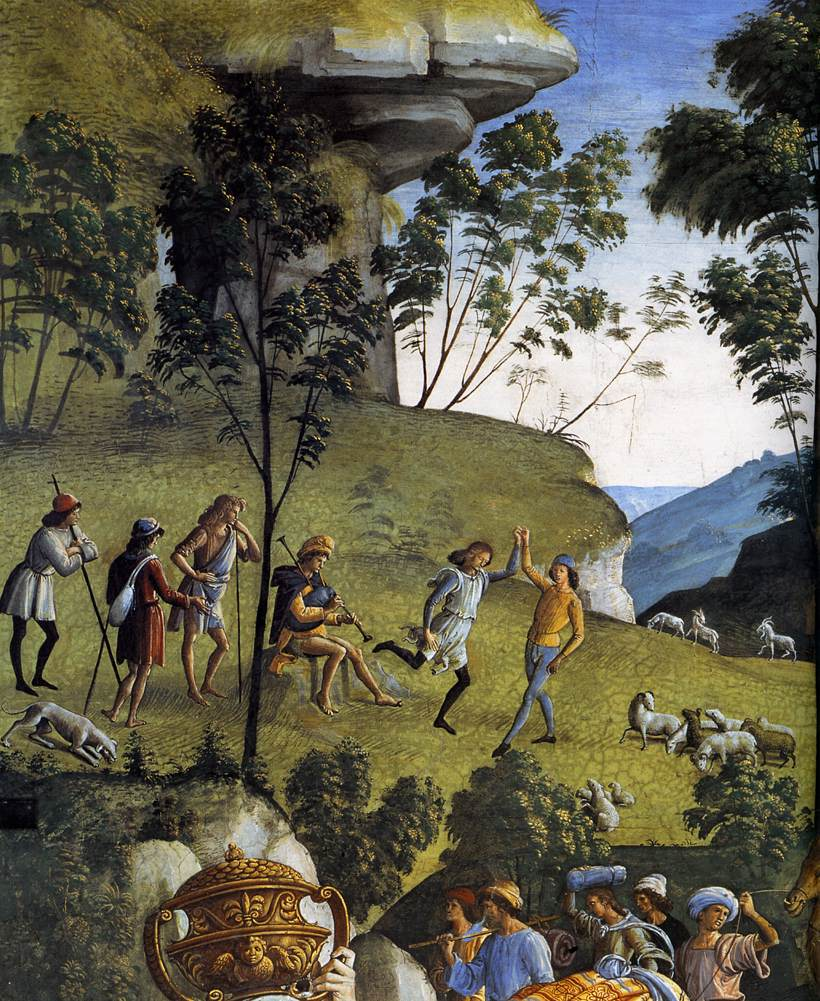
Detalle.

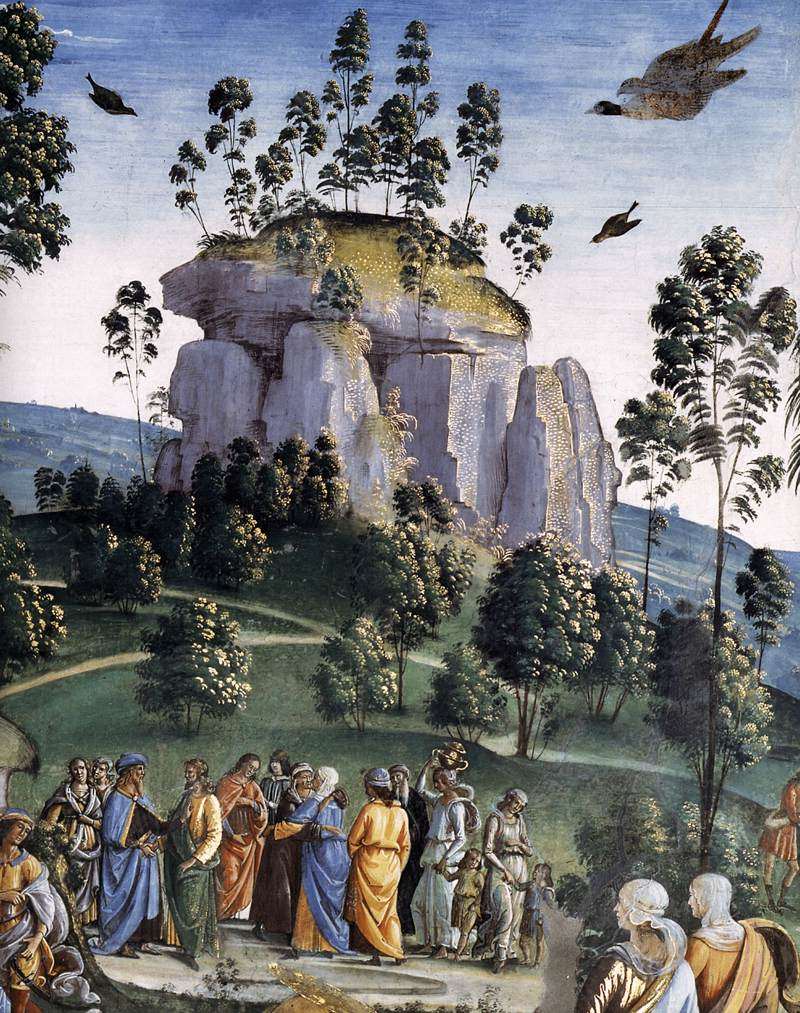
Detalle.

La escena del Viaje de Moisés en Egipto, mirando hacia el altar, es la primera sobre la pared a derecha de este y está situada paralelamente al Bautizo del Cristo en el lado opuesto. 
La escena en primer plano muestra la partida de Moisés, vestido de amarillo y verde, hacia Egipto después del exilio en la tierra de Madián. En el centro, un ángel lo detiene, pidiéndole que circuncide a su segundo hijo Eliezer. Esta escena se representa a la derecha, como un signo físico de la Alianza hecha por Dios con el linaje de Abraham ; la madre Séfora está a cargo de la ceremonia.
La composición utiliza los principios de equilibrio y simetría con los dos grupos en primer plano girando sobre el ángel del centro y el espolón rocoso que se eleva sobre él. En este eje, en el fondo otra escena muestra a Moisés y su esposa despidiéndose de Jetró. 
A los lados se encuentra un  paisaje de suaves colinas, salpicado de frágiles arbustos, entre los que se encuentra una palmera, símbolo del sacrificio cristiano, perdiéndose a lo lejos en un cielo despejado, según las reglas de la perspectiva aérea. 
El cielo está poblado de aves, dos de las cuales se aparean en vuelo, aludiendo al ciclo de renovación de la Naturaleza. Este clima bucólico también está presente en el fondo a la izquierda donde un grupo de pastores bailan, aludiendo al hecho de que Moisés se convirtió en un pastor al servicio de Jetró. Las figuras de las mujeres vestidas con ropas, que llevan jarrones y otros objetos en la cabeza, son una representación de un motivo típico florentino, utilizado por ejemplo, tanto por Sandro Botticelli que por Domenico Ghirlandaio.

## Análisis
El tema de la decoración era un paralelismo entre la historia de Moisés y la de Jesucristo, destacando la continuidad entre el Antiguo y el Nuevo Testamento y la transmisión de la ley divina desde los Diez Mandamientos hasta el mensaje evangélico de Jesucristo, quien finalmente eligió a San Pedro como su sucesor, legitimando así el poder y la legitimidad de sus sucesores, es decir, los papas.
Los pintores que intervinieron en los frescos de la Capilla Sixtina, utilizaron convenciones representativas comunes para lograr una obra homogénea: uso de una escala dimensional, una estructura rítmica y una representación del paisaje.
Junto a una única gama cromática, utilizaron acabados dorados para que las pinturas expuestas a las luces de antorchas y velas pudieran brillar.
El paisaje, suavemente perdido en la distancia y salpicado de arbustos que se convirtió en uno de los elementos más característicos de la Escuela de Umbría, es típico de Perugino.